# Divizia 2 Infanterie (1916-1918)
Divizia 2 Infanterie a fost una din marile unități permanente ale Armatei României, care a participat la acțiunile militare pe frontul românesc, pe toată perioada războiului, între 27 august 1916 - 11 noiembrie 1918. 

## Ordinea de bătaie la mobilizare

### Campania anului 1916
La declararea mobilizării, la 27 august 1916, Divizia 2 Infanterie a făcut parte din compunerea de luptă Corpului I Armată, alături de Divizia 1 Infanterie și Divizia 11 Infanterie. Corpul I Armată era comandat de generalul de divizie Ioan Popovici, eșalonul ierarhic superior fiind Armata 1, comandată de generalul de divizie Ioan Culcer.
Ordinea de bătaie a diviziei era următoarea:

- Divizia 2 Infanterie

- Regimentul 5 Vânători
- Brigada 3 Infanterie

- Regimentul Vâlcea No. 2
- Regimentul Rovine No. 26

- Brigada 4 Infanterie

- Regimentul Olt No. 3
- Regimentul 2 Romanați No. 19

- Brigada 32 Infanterie

- Regimentul 42 Infanterie
- Regimentul 66 Infanterie

- Brigada 2 Artilerie

- Regimentul 9 Artilerie
- Regimentul 14 Artilerie

## Reorganizări pe perioada războiului
În prima jumătate a anului 1917,Divizia 2 Infanterie s-a reorganizat în spatele frontului, în raionul Bâra, Sagna, Vulpășești.:p. 49Divizia 2 Infanterie a fost inclusă în compunerea de luptă a Corpului I Armată, alături de Divizia 4 Infanterie și Divizia 11 Infanterie. Corpul I Armată era comandat de generalul de divizie Nicolae Petala, eșalonul ierarhic superior fiind Armata 1, comandată de generalul de divizie Constantin Christescu.

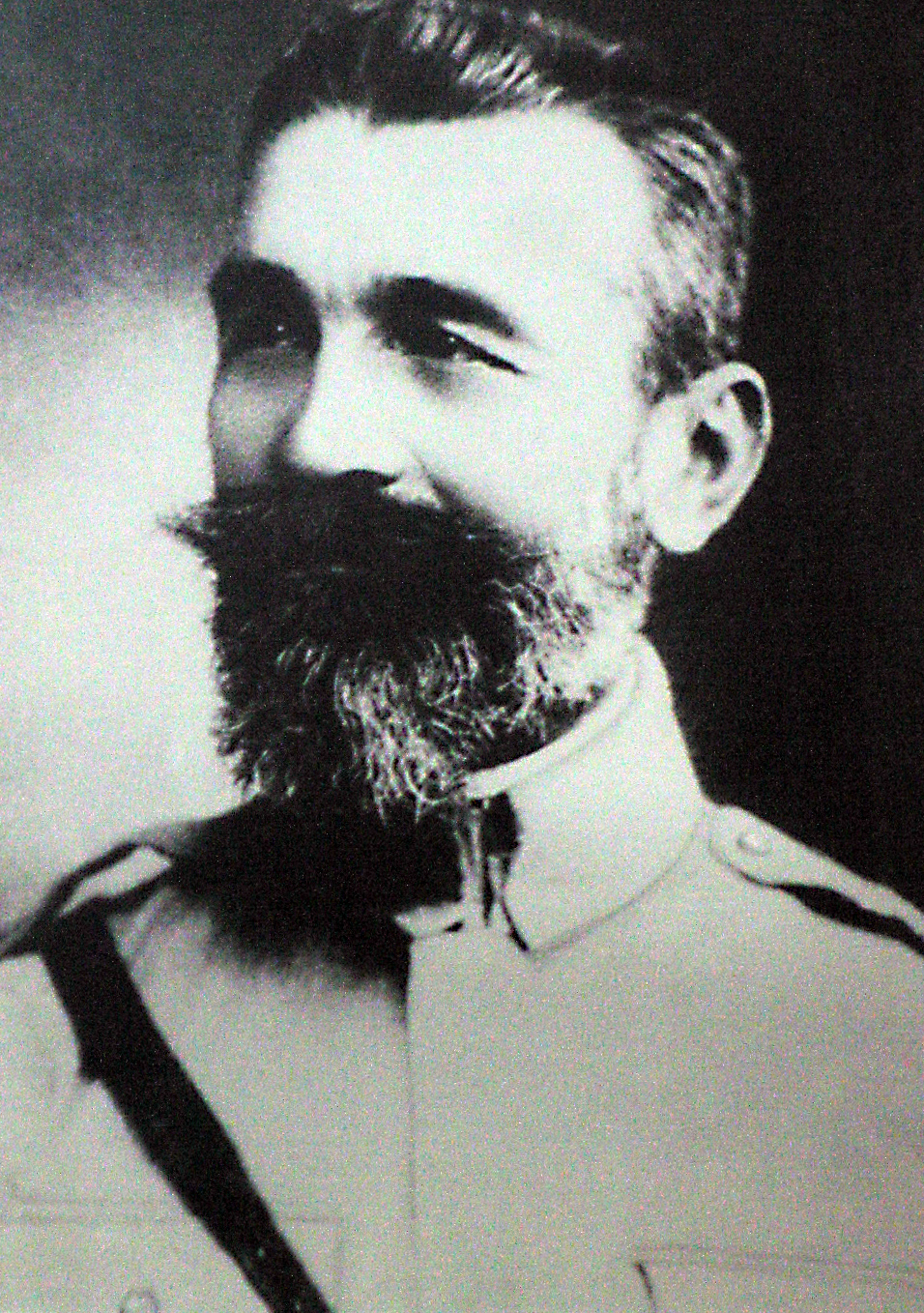
Generalul Ştefan Holban

Ordinea de bătaie a diviziei era următoarea::p. 49

- Divizia 2 Infanterie

- Regimentul 5 Vânători
- Brigada 3 Infanterie

- Regimentul 2 Infanterie
- Regimentul 26 Infanterie

- Brigada 4 Infanterie

- Regimentul 3 Infanterie
- Regimentul 19 Infanterie

- Brigada 2 Artilerie

- Regimentul 9 Artilerie
- Regimentul 14 Obuziere

- Regimentul 2 Călărași
- Batalionul 2 Pionieri

## Comandanți
Pe perioada desfășurării Primului Război Mondial, Divizia 2 Infanterie a avut următorii comandanți:
- General de brigadă Constantin Manolescu - 15 august 1916 - 20 august 1916
- General de brigadă Alexandru Socec - 20 august 1916 - 25 noiembrie 1916[4]
- Colonel Ștefan Holban - 23 decembrie 1916[5]
- Colonel Ioan Vlădescu - 5 martie 1917 - 5 iunie 1918[6]
- General de brigadă Ioan Jitianu - 15 iunie 1918 - 28 octombrie 1918